# Lužani (Gornji Vakuf-Uskoplje)
Lužani es una población rural de la municipalidad de Gornji Vakuf-Uskoplje, en Bosnia y Herzegovina.

## Demografía
Hasta 2013 la población era de 111 habitantes.